# تشارلز نايلور
تشارلز نايلور (بالإنجليزية: Charles Naylor)‏ هو محامي وسياسي أمريكي، ولد في 6 أكتوبر 1806 في فيلادلفيا في الولايات المتحدة، وتوفي بنفس المكان في 24 ديسمبر 1872. حزبياً، نشط في حزب اليمين. وقد انتخب عضو مجلس النواب الأمريكي.